# 미야마에촌 (와카야마현)
미야마에촌(宮前村)은 와카야마현 가이소군에 설치되었던 촌이다. 현재의 와카야마시에 해당한다.

## 역사
- 1889년 4월 1일 - 메이지 대합병에 의해 나구사군 미야마에촌이 성립하였다.
- 1896년 4월 1일 - 나구사군, 아마군과 합병해 가이소군이 되었다.
- 1933년 6월 1일 - 시정촌제 시행에 의해 와카야마시에 편입되었다.

## 교통

### 철도
- 철도성
  - 기세이 본선